# Вышнее Ольшанское сельское поселение
Вышнее Ольшанское се́льское поселе́ние — муниципальное образование в Должанском районе Орловской области Российской Федерации.
Административный центр — село Вышнее Ольшаное.

## История
Статус и границы сельского поселения установлены Законом Орловской области от 19 ноября 2004 года № 445-ОЗ «О статусе, границах и административных центрах муниципальных образований на территории Должанского района Орловской области».

## Население
| 2010  | 2012  | 2013  | 2014  | 2015  | 2016  | 2017  |
| ----- | ----- | ----- | ----- | ----- | ----- | ----- |
| 1358  | ↘1306 | ↘1248 | ↘1211 | ↘1173 | ↘1129 | ↘1081 |
| 2018  | 2019  | 2020  | 2021  | 2023  |       |       |
| ↘1053 | ↘1014 | ↘994  | ↗1058 | ↘1020 |       |       |

## Состав сельского поселения
| № | Населённый пункт | Тип населённого пункта       | Население |
| - | ---------------- | ---------------------------- | --------- |
| 1 | Баранчик         | село                         | ↘230      |
| 2 | Вышнее Ольшаное  | село, административный центр | ↘585      |
| 3 | Нижнее Ольшаное  | село                         | ↘225      |
| 4 | Студёное         | село                         | ↘288      |
| 5 | Студёный         | посёлок                      | 30        |